# رازوبازام
رازوبازام (انگلیسی: Razobazam) دارویی از مشتقات بنزودیازپین است. به نظر می رسد مکانیسم اثر آن کاملاً متفاوت از اکثر داروهای بنزودیازپین است و در مطالعات جانوری اثرات نوتروپیک ایجاد می کند.